# Astyanax nasutus
Astyanax nasutus är en fiskart som beskrevs av Meek, 1907. Astyanax nasutus ingår i släktet Astyanax och familjen Characidae. Inga underarter finns listade.